# Gian Andrea Rocco
Gian Andrea Rocco, né en 1927 à Rovinj en Istrie (Croatie), est un réalisateur et scénariste italien.

## Biographie
Rocco a mis en scène trois longs métrages, qui ont reçu globalement peu d'attention et font partie des raretés recherchées. Son premier film, le documentaire Ballata spagnola qu'il co-réalise en 1959 avec Pino Serpi d'après leur propre ouvrage, parvient à peine à être diffusé ; Milano nera, tourné à nouveau avec Serpi en 1961 sur un scénario co-écrit avec Pier Paolo Pasolini, est projeté quatre ans plus tard pendant quelques jours dans la ville éponyme ; le western spaghetti parodique de 1967 Jarretière Colt, bien qu'il mette en scène pour la première fois une cow-girl comme héroïne, ne reçoit pas beaucoup d'attention non plus. Pour la télévision, Rocco a écrit quelques scénarios en collaboration avec Edmo Fenoglio (it) (par exemple pour Le tre capitali et Il castello dei fantocci).

## Filmographie

### Réalisateur
- 1960 : Ballata spagnola
- 1965 : Milano nera
- 1967 : Jarretière Colt (Giarrettiera Colt)

### Scénariste
- 1960 : Ballata spagnola
- 1965 : Milano nera
- 1967 : Jarretière Colt (Giarrettiera Colt)
- 1982 : Le tre capitali d'Edmo Fenoglio (it)